# Kimbolton (Nouvelle-Zélande)
Kimbolton  est une localité rurale située dans le District de Manawatu de l’Île du Nord de la Nouvelle-Zélande.

## Situation
Elle est localisée au nord du village de Feilding sur l’ancien tracé de la route State Highway 54 /S H 54 (en).

## Toponymie
La ville fut à l’origine appelée Birmingham, d’après la ville de Birmingham en Angleterre .
Kimbolton est nommé d’après la ville de Kimbolton dans le Cambridgeshire un village en  Angleterre, qui est le site du Château de Kimbolton, autrefois le domicile du duc de Manchester (en). 

## Caractéristique
Le sol et le climat sont des zones idéales pour les rhododendrons et il y a deux jardins de rhododendrons dans le secteur, comprenant l’ancien jardin de la ‘New Zealand Rhododendron Association’, qui fut en grande partie constitué par John Stuart Yeates (en), maintenant appelé ‘Heritage Park’.
Les installations de la ville comprennent un café, un terrain de boules, une réserve native et un terrain de rugby ,.
Le petit village agricole de Apiti siège immédiatement au nord de celui de Kimbolton.

## Éducation
L’école de Kimbolton est une école publique, mixte, assurant le primaire entre l’année 1 à 8 avec un effectif de 52 élèves en 2020.